# Koneck (plaats)
Koneck is een dorp in het Poolse woiwodschap Koejavië-Pommeren, in het district Aleksandrowski. De plaats maakt deel uit van de gemeente Koneck.